# Turbanschnecken

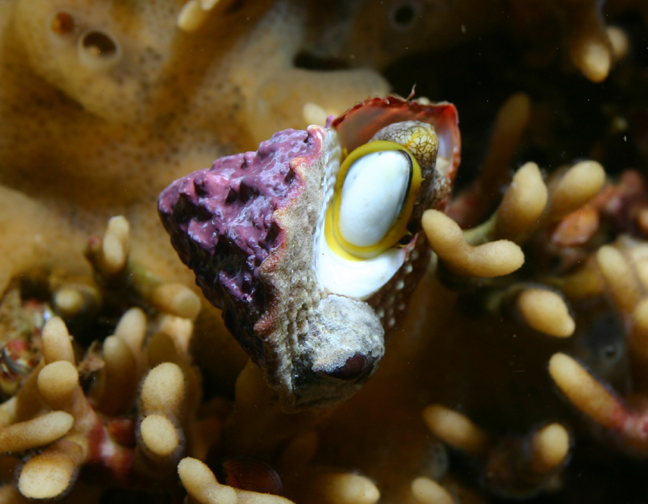
Pomaulax gibberosus

Die Turbanschnecken (Turbinidae) sind eine große Familie meeresbewohnender, pflanzenfressender Schnecken mit mehreren hundert Arten.

## Merkmale
Die rechtsgewundenen, meist dickwandigen Gehäuse der Turbanschnecken sind kugelförmig bis kreiselförmig. Die Oberfläche kann glatt oder auch stärker skulpturiert sein. Die Innenseite der Gehäuse weist Perlmutt auf. Von den ähnlichen Kreiselschnecken sind sie gut durch das kalkige Operculum zu unterscheiden, das durch seine Festigkeit einen relativ guten Schutz gegen Fressfeinde bietet.

## Verbreitung und Lebensweise
Die Turbanschnecken sind in allen Meeren von den Polarregionen bis zu den Tropen sowohl in geringen als auch großen Tiefen zu finden, doch leben die meisten Arten in seichten tropischen und subtropischen Gewässern. Sie ernähren sich von Algen und Detritus.

## Systematik
Bouchet und Rocroi (2005) stellen die Turbanschnecken zu den Vetigastropoda, einer Überordnung in der Unterklasse Orthogastropoda. Sie unterteilen die Familie in 8 Unterfamilien:
- Turbininae Rafinesque, 1815 – Synonyme: Senectinae Swainson, 1840; Imperatorinae Gray, 1847; Astraliinae H. Adams & A. Adams, 1854; Astraeinae Davies, 1935; Bolmidae Delpey, 1941
- Angariinae Gray, 1857 – Synonym: Delphinulinae Stoliczka, 1868
- Colloniinae Cossmann, 1917
  - Tribus Colloniini Cossmann, 1917 – Synonym: Bothropomatinae Thiele, 1924 (inv.); Homalopomatinae Keen, 1960; Petropomatinae Cox, 1960
  - Tribus † Adeorbisinini Monari, Conti & Szabo, 1995
  - Tribus † Crossostomatini Cox, 1960
  - Tribus † Helicocryptini Cox, 1960
- Moellerinae Hickman & McLean, 1990
- † Moreanellinae J. C. Fischer & Weber, 1997
- Prisogasterinae Hickman & McLean, 1990 – Synonym: Prisogastrinae in Bouchet & Rocroi (2005) (Schreibfehler)[1]
- Skeneinae W. Clark, 1851 – Synonym: Delphinoideinae Thiele, 1924
- Tegulinae Kuroda, Habe & Oyama, 1971

Die Turbanschnecken (Turbinidae) wurden in dem nicht mehr aktuellen System nach Johannes Thiele zu den Altschnecken (Archaeogastropoda), eine Ordnung der Vorderkiemerschnecken (Prosobranchia) gestellt.

## Sonstiges
- Die Deckel von Turbo-Arten sollen gemäß Beßler die in der mittelalterlichen Heilkunde, etwa pulverisiert als Zutat für eine Salbe, verwendeten Belliculi marini gewesen sein.[2]